# Scopula stenoptera
Scopula stenoptera är en fjärilsart som beskrevs av Louis Beethoven Prout 1922. Scopula stenoptera ingår i släktet Scopula och familjen mätare. Inga underarter finns listade.